# Hieracium vellereum
Hieracium vellereum là một loài thực vật có hoa trong họ Cúc. Loài này được Willk. mô tả khoa học đầu tiên năm 1865.